# Psychotria yunnanensis
Psychotria yunnanensis är en måreväxtart som beskrevs av John Hutchinson. Psychotria yunnanensis ingår i släktet Psychotria och familjen måreväxter. Inga underarter finns listade i Catalogue of Life.